# 高松 (豐島區)
高松（日语：／ Takamatsu */?）是東京都豐島區的町名。現行行政地名為高松一丁目至高松三丁目。

## 地理
高松北鄰板橋區幸町，東接池袋、板橋區南町，南連要町，西通千川，是東京地下鐵有樂町線、副都心線要町站北側的區域。東接山手通。

## 交通

### 鐵道
高松一丁目鄰近東京地下鐵要町站。

### 巴士
- 高松郵便局（國際興業巴士（日语：国際興業バス））
  - 池02、池82系統 - 熊野町循環
  - 池04、池84系統 - 中丸町循環
  - 池20系統 - 往高島平操車場
  - 池20、池21系統、池03、池83系統 - 行經要町站往池袋站西口
  - 池21系統 - 往高島平站（國際興業巴士）
- 南町仲通、高松小學校、高松二丁目
  - 池04、池84系統 - 行經要町站往池袋站西口

### 道路
- 東京都道317號環狀六號線（通稱：山手通）
- 首都高速道路中央環狀新宿線

## 設施

### 高松一丁目
- 豐島區立千川中學校（日语：豊島区立千川中学校）
- 豐島區立高松第二保育園
- 豐島高松郵便局
- 東京消防廳池袋消防署高松出張所
- 高松書房

### 高松二丁目
- 豐島區立高松小學校
- 區民廣場高松
- 富士淺間神社
- 7-Eleven豐島高松2丁目店

### 高松三丁目
- 豐南高等學校（日语：豐南高等学校）
- 豐南幼稚園
- 豐島區立高松第一保育園

## 備註
1. ↑  住民基本台帳による年齢別人口（平成26年7月1日現在） 的存檔，存档日期2014-12-08.

## 外部連結
- 豐島區官方網站 （页面存档备份，存于）
- 東京都豐島區町會連合會